# Plaza de Toros (Toro)
La plaza de toros de Toro, construida en 1828, es uno los cosos taurinos más antiguos de España y la primera de Castilla y León, por delante de la de Béjar (1711), Santa Cruz de Mudela (1716), Real Maestranza de Sevilla (1761), Zaragoza (1764), Ronda (1799) o la de Segovia (1805) entre otras.
Está incluida en la Unión de Plazas de Toros Históricas desde el 21 de febrero de 2010.

## Historia
En la actualidad conserva toda su estructura y elementos de soporte empleados, madera y adobe. Tras años de abandono en el año 2000 fue adquirida por el consistorio, en el 2008 fue declarada bien de interés cultural con categoría de monumento, en el 2008 se comenzó a restaurar y, finalmente, en agosto de 2010, fue reinaugurada por las autoridades locales.